# Национальная песня
«Национальная песня» (венг. Nemzeti dal) — наиболее известное стихотворение Шандора Петёфи, послужившее одним из толчков к началу революционных событий марта 1848 года в Венгрии; выдающееся произведение венгерской патриотической поэзии.

## История создания

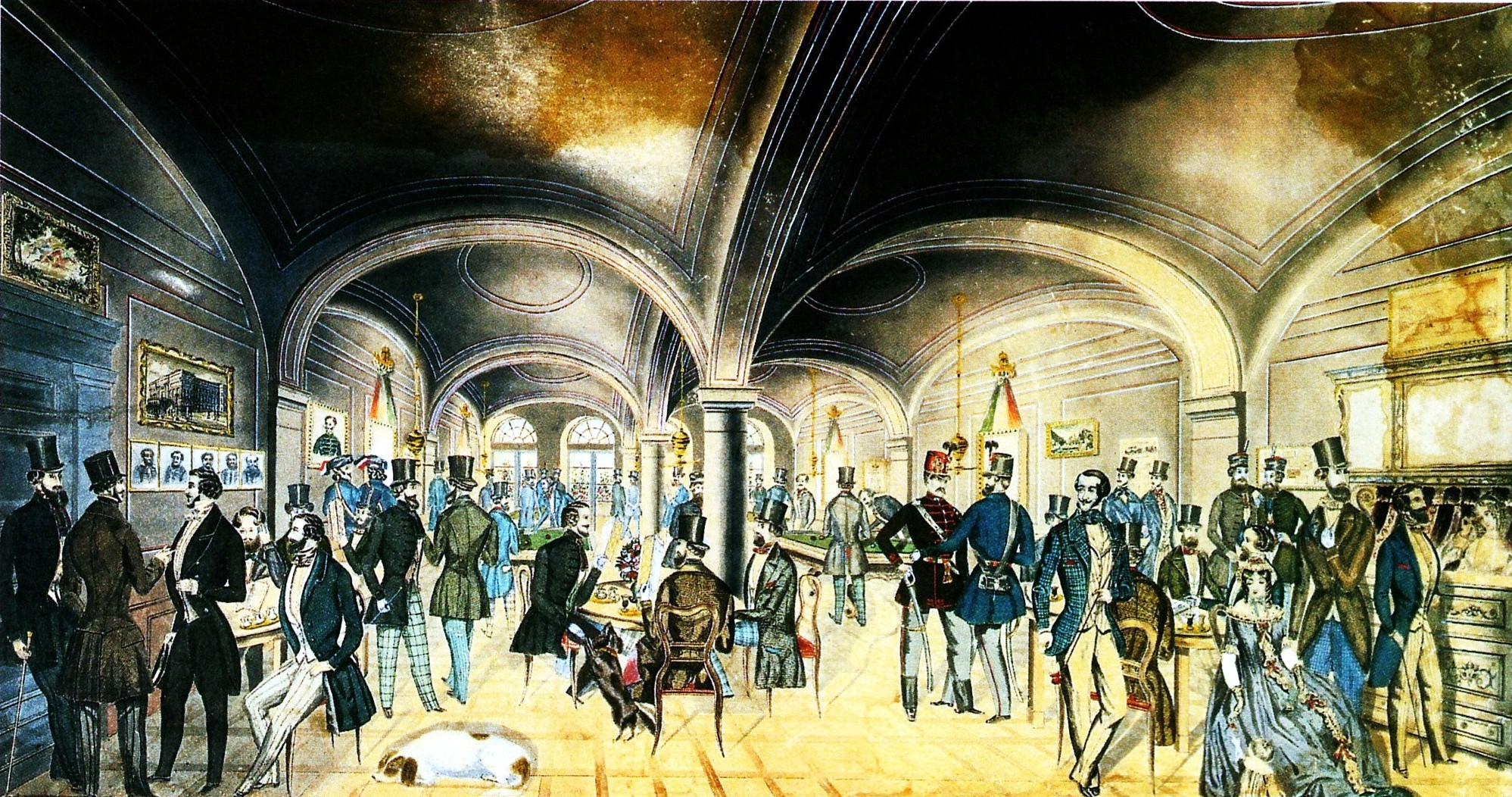
Кафе Pilvax в Пеште.
Рис. Йожефа Прейслера

Стихотворение было написано Петефи 13 марта, за два дня до революции. Первоначально поэт предназначал его для демонстрации, запланированной молодежью Пешта на 19 марта. Однако новости о революции в Вене ускорили события. 15 марта Петёфи впервые прочитал стихотворение в кафе Pilvax в Пеште.
«Национальная песня», наряду с выпущенными революционерами «Двенадцатью пунктами», была первым материалом, напечатанным в захваченной восставшими типографии Landerer. По сообщению газеты «Пешти Хирлап» от 17 марта 1848 года, собравшиеся перед типографией вместе произнесли клятву, звучащую в «Национальной песне». Затем тысячи листовок с текстом стихотворения были розданы на улицах.

## Текст

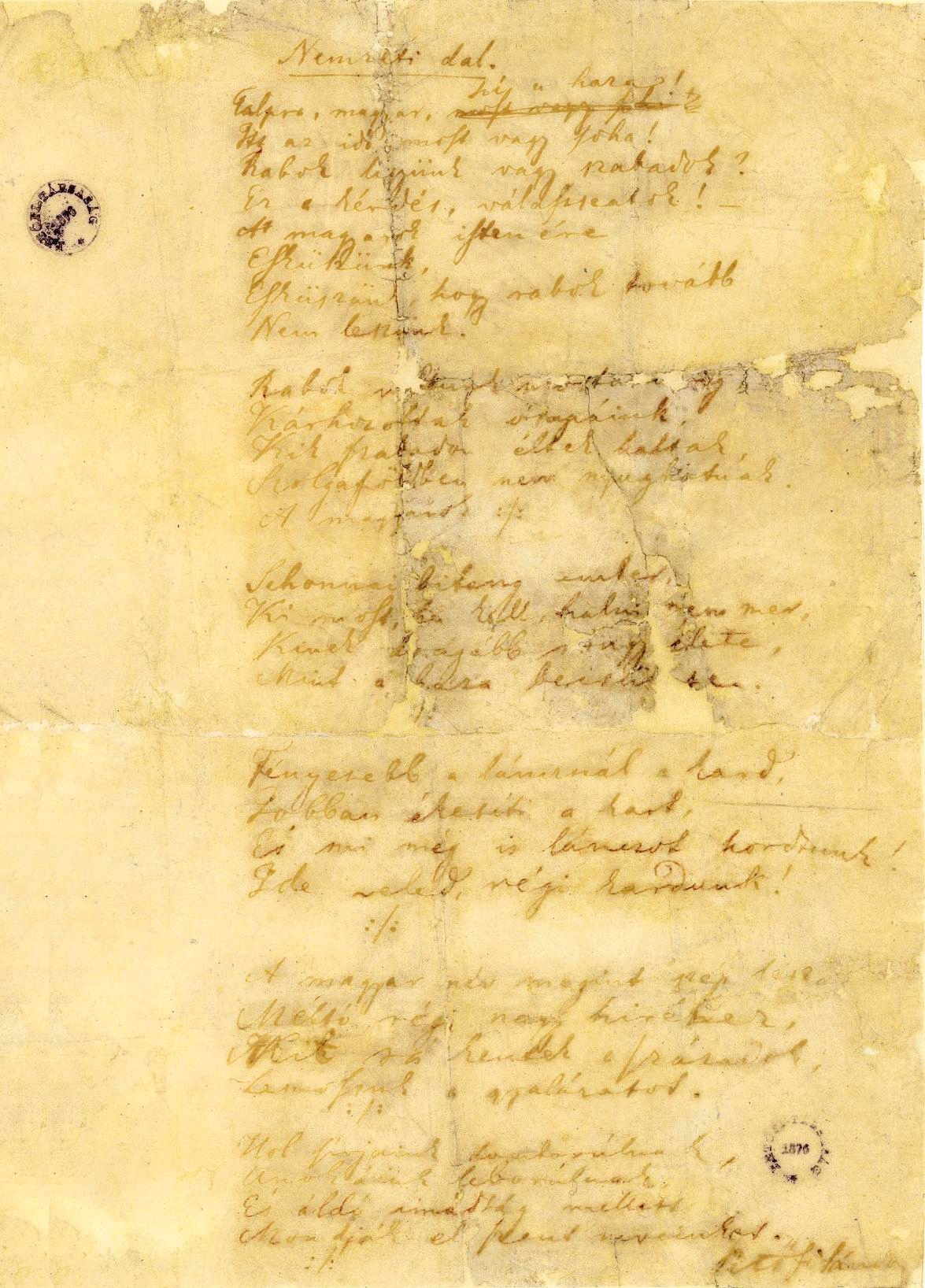
Автограф "Национальной песни"

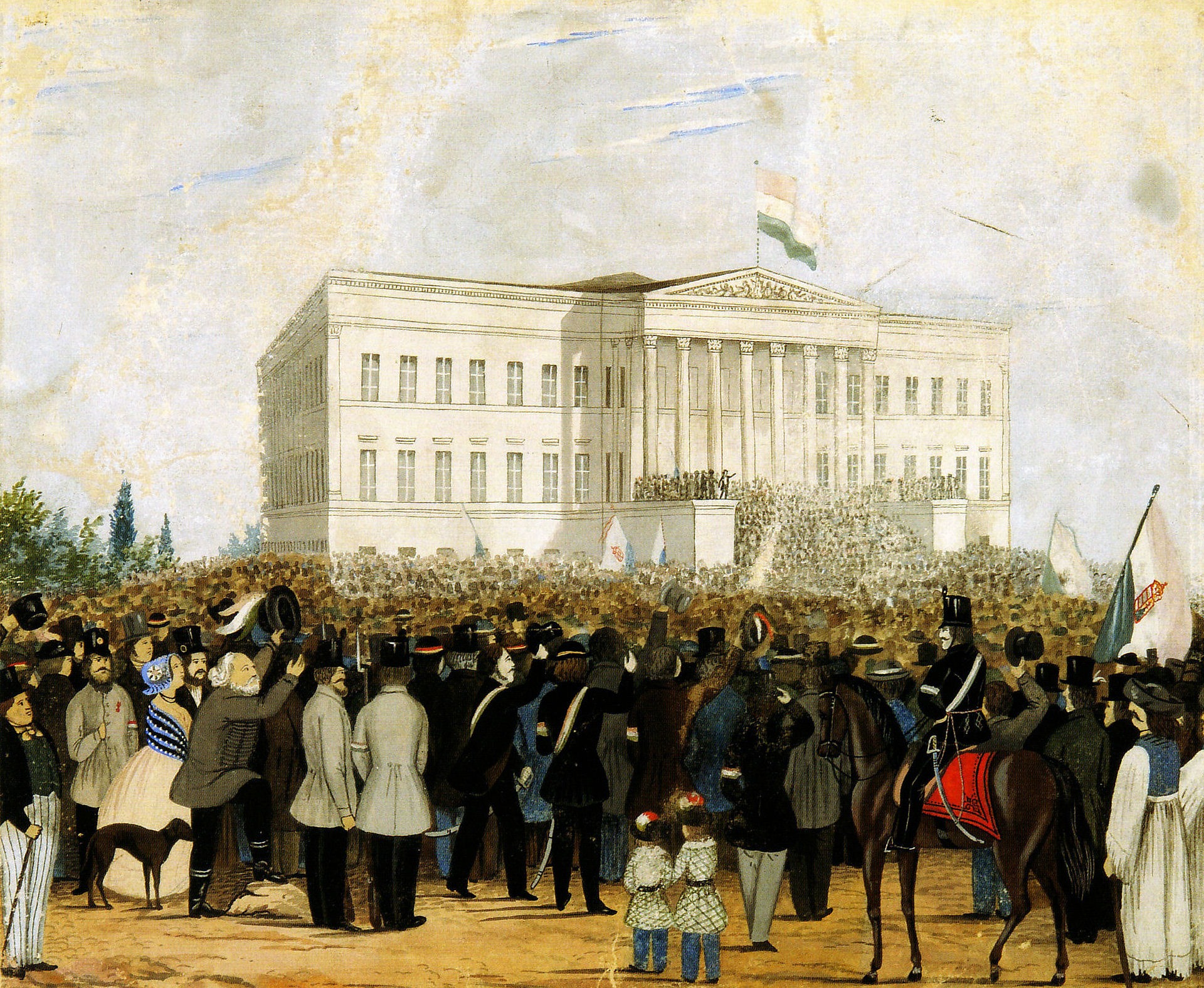
Революционная толпа перед Национальным музеем 15 марта 1848 года. Акварель неизвестного художника

НАЦИОНАЛЬНАЯ ПЕСНЯ

Перевод Л. Мартынова

Встань, мадьяр! Зовет отчизна!

Выбирай, пока не поздно:

Примириться с рабской долей

Или быть на вольной воле?

Богом венгров поклянемся

Навсегда —

Никогда не быть рабами,

Никогда!

 

Мы живем на белом свете

Перед дедами в ответе!

Вольным предкам нет покою

Здесь, под рабскою землею.

Богом венгров поклянемся

Навсегда —

Никогда не быть рабами,

Никогда!

 

Низок, мерзок и ничтожен

Тот, кому сейчас дороже

Будет жизнь его дрянная,

Чем страна его родная!

Богом венгров поклянемся

Навсегда —

Никогда не быть рабами,

Никогда!

 

Блещет цепь, но вдвое краше

Засверкает сабля наша.

Так зачем носить оковы?

Пусть клинки сверкают снова!

Богом венгров поклянемся

Навсегда —

Никогда не быть рабами,

Никогда!

 

Имя венгра величаво

И достойно древней славы.

Поклянемся перед боем,

Что позор столетий смоем!

Богом венгров поклянемся

Навсегда —

Никогда не быть рабами,

Никогда!

 

Где умрем — там холм всхолмится,

Внуки будут там молиться,

Имена наши помянут,

И они святыми станут.

Богом венгров поклянемся

Навсегда —

Никогда не быть рабами

Никогда!
Пешт, 13 марта 1848 г.

## Художественные особенности
С точки зрения жанровой принадлежности «Национальная песня» представляет собой марш или хор. Стихотворение — диалог поэта с народом, отвечающим на призывы повторяющимся рефреном-клятвой.
В основе произведения лежит приём антитезы. Поэт противопоставляет славное прошлое, свободу («Вольным предкам нет покою / Здесь, под рабскою землею.») с позором настоящего («рабская доля», «цепь»). Затем он обращается к будущему, призывает избавиться от рабства.

## Музыкальные произведения
- Янош Калозди (партитура была опубликована уже в 1848 году)
- Фридьеш Фельдингер
- Золтан Кодай
- Бени Эгреши
- Ласло Халмош
- Енё Хубаи
- В 1973 году стихотворение положил на музыку Ласло Толчваи. Эта версия в исполнении Жужи Конц и рок-групп «Иллеш» и «Фонограф» впервые прозвучала на концерте в спорткомплексе «Будапешт» в 1981 г. и имела большой успех.
- На русском языке - Р. Бунин[1]